# Cholnoky Imre (ügyvéd, 1851–1915)
Csolnokosi ifjabb Cholnoky Imre, Csolnoky (Bölcske, 1851. február 23. (keresztelés) –  Szatmár, 1915. november 9.) ügyvéd, király közjegyző, Szatmár vármegye törvényhatósági bizottságának tagja.

## Élete
Cholnoky Imre ügyvéd és tótváradi Kornis Constanciának fia. Középiskolai tanulmányait Kalocsán kezdte, folytatta Pesten, Gyönkön és a jogot a pápai líceumban végezte; 1873-ban ügyvédi oklevelet nyert és Dunaföldváron ügyvédi gyakorlatot kezdett. Mint egyéves önkéntes szolgált a 8. huszárezrednél és a boszniai hadjáratban az ezred újoncait Tuzlába vezette. 1886-ban Budapestre költözött, ahonnét Marcaliba (Somogy megye) királyi közjegyzővé nevezték ki. Felesége Rémi Mária volt.
A Tolnamegyei Közlönyben (1883) Párisi leveleket közölt és ugyanott (1880) Fatum címmel humorisztikus költeménye jelent meg.

## Munkái
- A magyar anyagi magánjog kézikönyve. Bpest, 1886.
- A hagyatéki eljárás gyakorlati tervezete. Kaposvár, 1890.

Kéziratban: Papi javadalmak és a felekezeti ügy; Az urbériség Magyarországon. 